# 혜심고신제서
혜심고신제서(惠諶告身制書)는 고려 고종이 조계산 제2세 진각국사 혜심에게 대선사(大禪師)의 호를 내린 사령장으로, 대한민국 전라남도 순천시 송광사에서 소장하고 있다. 1962년 12월 20일 대한민국의 국보 제43호 고려고종제서(高麗高宗制書)로 지정되었다가, 이후 현재의 명칭으로 변경되었다.

## 개요
이 문서는 고려 고종 3년(1216)에 조계산 송광사 제2세 진각국사 혜심에게 대선사의 호를 내릴 것을 제가(制可)한 것이다. 이것은 능형화문의 무늬가 있는 홍, 황, 백색 등의 비단 7장을 이어서 만든 두루마리에 묵서한 것으로, 크기는 가로 3.6m, 세로 33cm이다. 이것은 고려시대 승려에게 하사한 제서 중 몇 점 되지 않는 귀중한 자료이다.

## 같이 보기
- 송광사

## 참고 자료
- 혜심고신제서 - 국가유산청 국가유산포털
- 이 문서에는 다음커뮤니케이션(현 카카오)에서 GFDL 또는 CC-SA 라이선스로 배포한 글로벌 세계대백과사전의 "〈몽골과의 항쟁〉" 항목을 기초로 작성된 글이 포함되어 있습니다.